# Onthophagus fitiniensis
Onthophagus fitiniensis là một loài bọ cánh cứng trong họ Bọ hung (Scarabaeidae).